# Jochem Vermeulen
Jochem Vermeulen (* 2. August 1998 in Brasschaat) ist ein belgischer Leichtathlet, der sich auf den Mittelstreckenlauf spezialisiert hat. 2024 wurde er in Rom Vizeeuropameister über 1500 Meter.

## Sportliche Laufbahn
Erste internationale Erfahrungen sammelte Jochem Vermeulen im Jahr 2015, als er bei den Jugendweltmeisterschaften in Cali in 3:54,50 min den zehnten Platz im 1500-Meter-Lauf. 2023 startete er bei den Weltmeisterschaften in Budapest und schied dort mit 3:35,45 min in der ersten Runde aus. Im Jahr darauf gewann er bei den Europameisterschaften in Rom in 3:33,30 min die Silbermedaille über 1500 Meter hinter dem Norweger Jakob Ingebrigtsen. Anschließend schied er bei den Olympischen Sommerspielen in Paris mit 3:36,14 min in der Hoffnungsrunde aus. 2025 verpasste er bei den Halleneuropameisterschaften in Apeldoorn mit 3:54,33 min den Finaleinzug über 1500 Meter.
2023 wurde Vermeulen belgischer Hallenmeister im 1500-Meter-Lauf.

## Persönliche Bestzeiten
- 800 Meter: 1:46,38 min, 15. Juni 2024 in Heusden-Zolder
  - 800 Meter (Halle): 1:52,08 min, 27. Februar 2016 in Gent
- 1500 Meter: 3:31,74 min, 22. August 2024 in Lausanne (belgischer Rekord)
  - 1500 Meter (Halle): 3:36,08 min, 8. Februar 2025 in New York City
- Meile: 3:51,00 min, 20. Juli 2024 in London (belgischer Rekord)
  - Meile (Halle): 3:53,68 min, 8. Februar 2025 in New York City
- 2000 Meter: 5:03,24 min, 8. September 2023 in Brüssel